# Мельникова, Светлана Евгеньевна
Светла́на Евге́ньевна Ме́льникова (12 ноября 1955, Южно-Сахалинск) — российский музейный и общественный деятель, заслуженный работник культуры РФ (2004), член Российского комитета ИКОМ. Директор Государственного историко-археологического музея-заповедника «Херсонес Таврический» (2016—2018), в 17 июня 2010 — 17 июня 2016 и с 11 декабря 2018 года по 23 апреля 2021 года — генеральный директор Владимиро-Суздальского музея-заповедника. С 8 октября 2021 по 5 июля 2022 года Генеральный директор — «Псково-Изборского объединённого музея-заповедника». С 5 июля 2022 года — генеральный директор Псковского музея-заповедника.

## Биография
Родилась и провела детство в Южно-Сахалинске.
В 1978 году окончила Владимирский государственный педагогический институт по специальности английский и немецкий языки, и с 1 сентября того же года начала работать экскурсоводом во Владимиро-Суздальском музее-заповеднике.
В 1997 году С. Е. Мельникова была назначена на должность заместителя генерального директора по экскурсионно-массовой работе. С. Е. Мельникова представляла российские музеи на целом ряде престижных международных музейных форумов (Греция, Италия, США и др.). Как отмечается на сайте Владимир-Суздальского музея-заповедника, «Многие годы Светлана Евгеньевна достойно представляет Владимиро-Суздальский музей-заповедник в ИКОМ России. Прекрасное владение английским языком позволяет ей свободно общаться с зарубежными коллегами и выступать с докладами на международных конференциях».
17 июня 2010 года назначена на пост генерального директора Владимиро-Суздальского музея-заповедника. Руководившая музеем несколько десятков лет Алиса Аксёнова стала его президентом. 30 июня в Палатах перед коллективом музея-заповедника оба руководителя были представлены в новых должностях.
17 августа 2011 года на встрече с главой Владимирской и Суздальской епархии архиепископом Евлогием (Смирновым) договорилась о совместном использовании Богородице-Рождественского собора в Суздале, в ходе которого еженедельно, по четвергам, там будут совершаться молебны святителю Арсению Элассонскому без ограничения доступа в собор туристов. Было достигнуто соглашение, что епархия и музей будут совместно ходатайствовать перед Министерством культуры о выделении средств на реставрацию живописи в соборе. Также было решено выработать совместное обращение о том, что в ближайшие 3-4 года икона Боголюбской Божией Матери будет находиться на реставрации.
17 июня 2016 года уволена с должности директора Владимиро-Суздальского музея-заповедника в связи с истечением срока контракта.
С той поры Мельникова ждала нового предложения от Минкульта и оно поступило. 29 июня приказом Министерства Культуры России она была назначена на должность директора Государственного историко-археологического музея-заповедника «Херсонес Таврический» со вступлением в должность с 30 июня 2016 года. 30 июня в Византийском зале музея-заповедника первый заместитель министра культуры Владимир Аристархов представил нового директора музея. На посту директора Херсонесского музея активно выступала против передачи 24 объектов музея-заповедника во владение РПЦ.
20 ноября 2018 года Светлана Евгеньевна, в соответствии с Указом Президента России, включена в новый состав Совета при Президенте по культуре и искусству.
10 декабря 2018 года приказом Министерства культуры РФ вновь назначена Генеральным директором Владимиро-Суздальского музея-заповедника, которым руководила до этого в 2010—2016 годах. Вернувшись на пост руководителя Владимиро-Суздальского музея-заповедника, она озвучила 8 первоочередных задач:
1. Собрать профессиональный и творческий коллектив для активизации научной деятельности в ВСМЗ;
2. Восстановить пользовавшийся огромной популярностью Детский музейный центр;
3. Открыть Музей хрусталя в мае 2019 года с обновлёнными экспозициями;
4. Договориться с Русской православной церковью о совместном использовании храмов;
5. Восстановить усадьбу Храповицкого «Муромцево», которая по мысли Мельниковой является самым значимым проектом ВСМЗ, который может изменить его суть;
6. Совместный проект с музеем «Херсонес Таврический» под названием «От Владимира к Владимиру»;
7. Разработать концепцию развития ВСМЗ;
8. Восстановить репутацию музея, который понёс имиджевые потери за время управления им командой Игоря Конышева[12].

Уволена 22 апреля 2021 года ушла с поста гендиректора Владимиро-Суздальского музея-заповедника. Договор с ней досрочно расторгло Министерство культуры РФ. Как сообщил начальник отдела ВСМЗ по связям с общественностью и СМИ Николай Полидовец, об этом руководителю ВСМЗ сообщили сегодня, утром 23 апреля. Ее вызвали в Москву и вручили приказ о расторжении контракта. Для коллектива музея такое решение стало полной неожиданностью.
8 октября 2021 года назначена руководителем Псково-Изборского объединённого музея-заповедника. 5 июля 2022 года сообщила, что Псково-Изборский объединённый музей-заповедник был разделён на Псковский музей-заповедник и Изборский музей-заповедник, при этом Светалана Мельникова осталась руководить Псковским музеем-заповедником. Награждена почётным знаком фонда «Русский мир» за активную работу по продвижению русского языка и развитие гуманитарного сотрудничества.

## Награды
- Заслуженный работник культуры Российской Федерации (4 марта 2004) — за заслуги в области культуры и многолетнюю плодотворную работу
- медаль Святого Благоверного князя Андрея Боголюбского I степени (Владимирская и Суздальская епархия РПЦ; 6 июля 2011)[19]
- Орден Святой равноапостольной княгини Ольги III степени (Русская Православная церковь, 2025)[20]
- Орден святой благоверной Великой княгини Московской Евдокии (Русская православная церковь; 19 ноября 2013 — «за усердие во благо Церкви и Отечества»)[21]
- Нагрудный знак РФ «За вклад в российскую культуру» (2016, Министерство культуры Российской Федерации)[22]
- Почётный диплом фонда «Русский мир» (2023)[23]